# Werner Jägers-collectie
De Werner Jägers-collectie  (Duits: Sammlung Werner Jägers) was een verzameling schilderijen van onder meer Duitse, Franse en Nederlandse kunstenaars die afkomstig zouden zijn van de Keulse zakenman en kunstverzamelaar Werner Jägers. In werkelijkheid waren de schilderijen vervalsingen die waren gemaakt door Wolfgang Beltracchi. Het werd na de ontmaskering gezien als het grootste kunstvervalsingsschandaal van na de Tweede Wereldoorlog.

## Achtergrond
Begin jaren 1990 kwamen Wolfgang Beltracchi en zijn vrouw Helene Beltracchi op het idee om vervalste kunst te verkopen. Wolfgang was al enige jaren actief als kunstenaar en had al meerdere vervalsingen gemaakt. Hij vervalste de schilderijen, maar liet het aan anderen over deze te verkopen.
Om de schilderijen provenance te geven, bedachten ze een achtergrondverhaal. De schilderijen waren zogenaamd afkomstig uit een nalatenschap van Werner Jägers, de grootvader van Helene, die de schilderijen zou hebben gekocht bij kunsthandelaars zoals Alfred Flechtheim. De connectie met Flechtheim gaf de werken een grotere status en geloofwaardigheid. Het ontbreken van een exacte inventaris en boekhouding van Flechtheim en de onduidelijkheid over het lot van een deel van zijn privécollectie, was in het voordeel van de vervalsers. Op deze manier was het gemakkelijker werken aan zijn galerie of privécollectie toe te schrijven.
Het achtergrondverhaal was gebaseerd op dat van zakenpartner Otto Schulte-Kellinghaus, die in de jaren tachtig een soortgelijke geschiedenis voor de vervalsingen had bedacht. Om het verhaal kracht bij te zetten toonden Wolfgang en zijn vrouw Helene interieurfoto's waarop de grootmoeder van Helene te zien was met de schilderijen in de achtergrond. In werkelijkheid hadden zij de foto's zelf gemaakt en was het Helene zelf die te zien was op de foto.
De vervalsingen werden toegeschreven aan onder meer Max Ernst, Fernand Léger, Heinrich Campendonk, André Derain en Max Pechstein. Het waren geen exacte kopieën van hun schilderijen, maar werken in de stijl van deze kunstenaars. Daarnaast gebruikte hij titels van bestaande werken waarvan gedacht werd dat de originelen verloren waren gegaan. Om de werken zo goed mogelijk te kunnen produceren, deed Wolfgang uitgebreid onderzoek naar de kunstenaars, hun stijlen en bezocht hij plaatsen waar de kunstenaars woonden en werkten.
Beltracchi gaf tijdens een interview met Der Spiegel aan dat hij werken van meer dan vijftig verschillende kunstenaars had vervalst. Volgens Beltracchi hingen de vervalsingen in musea als het MoMA in New York, het Sprengel Museum in Hannover en de Fondation de l'Hermitage in Lausanne. Daarnaast werden vervalsingen geveild door grote veilinghuizen als Christie's en Sotheby's, en kwamen ze terecht in privécollecties. Een vervalsing die werd toegeschreven aan Max Ernst werd in 2009 verkocht bij Sotheby’s voor 1,1 miljoen dollar. De Dickinson gallery verkocht een vervalste André Derain voor 4,5 miljoen dollar.

## De rechtszaak
De connectie met Flechtheim leidde uiteindelijk tot de ontmaskering van de vervalsers. De galerielabels die werden gebruikt op de achterzijde van de schilderijen kwamen niet overeen met de labels die Flechtheim gebruikte. Forensisch onderzoek bracht naar voren dat het papier kunstmatig was verouderd en de gebruikte lijm te modern was. Aanvankelijk werd er gedacht dat het ging om 47 werken die verder werden onderzocht voor de rechtszaak. In december 2011 waren in totaal 53 vervalsingen ontdekt. De meeste vervalsingen konden niet gebruikt worden als bewijs in de strafzaak, aangezien ze voor het jaar 2000 waren verkocht en het daarmee verjaard was.
In september 2011 werd een rechtszaak gestart tegen Wolfgang Beltracchi, zijn vrouw Helene, Helenes zus Jeanette en zakenpartner Otto Schulte-Kellinghaus wegens beschuldigingen van georganiseerde fraude en valsheid in geschrifte. Uiteindelijk ging de zaak om veertien vervalsingen. Zij hadden met de verkoop hiervan ongeveer zestien miljoen euro verdiend. Wolfgang werd veroordeeld tot zes jaar gevangenisstraf, zijn vrouw Helene kreeg vier jaar. Daarnaast moesten ze een schadevergoeding betalen van 35 miljoen euro. Beiden werden vervroegd vrijgelaten.
Naast deze rechtszaak waren Wolfgang en Helene ook betrokken bij enkele civiele rechtszaken. Ze kwamen uit op een schikking van 27 miljoen dollar.